# دين بيكويذ
دين بيكويذ (بالإنجليزية: Dean Beckwith)‏ هو لاعب كرة قدم بريطاني، ولد في 18 سبتمبر عام 1983، في London Borough of Southwark ‏ في المملكة المتحدة. لعب مع نادي غيلينغهام ونادي لوتون تاون ونادي مارغيت ونادي نورثامبتون تاون ونادي هيرفورد.

## وصلات خارجية
- دين بيكويذ على موقع قاعدة بيانات كرة القدم.إي يو (الإنجليزية)
- دين بيكويذ على موقع Soccerbase.com (لاعب) (الإنجليزية)
- دين بيكويذ على موقع Soccerway.com (الإنجليزية)